# Roubaix
Roubaix (picc. Roubés, ned. Robaais) è un'antica città industriale della Francia settentrionale, nella parte sud-orientale dell'antica provincia delle Fiandre francesi, che si trova vicino al confine con il Belgio. È anche un comune francese situato nel dipartimento del Nord nella regione dell'Alta Francia. Con i suoi 98 089 abitanti, è la quarta città più popolosa della regione dopo Lilla, Amiens e Tourcoing. È capoluogo di due cantoni.
Assieme a Lilla, Tourcoing, Villeneuve-d'Ascq e altri comuni forma un'area urbana di oltre un milione di abitanti riunite sotto un'unica intercomunalità chiamati Metropoli europea di Lilla. Più vastamente, insieme con diversi comuni e distretti delle limitrofe province belghe dell'Hainaut e delle Fiandre occidentali, essa appartiene a una conurbazione transfrontaliera di circa due milioni di abitanti che costituisce il primo Gruppo Europeo di Cooperazione Territoriale in Europa e denominato Eurometropoli Lille-Kortrijk-Tournai dal 28 gennaio 2008.
Durante la Rivoluzione Industriale, la città divenne rapidamente uno dei maggiori centri per l'industria tessile in Francia e ha enormemente incrementato la propria popolazione. E da allora in poi, tra la fine del XIX secolo e all'inizio del XX secolo, a Roubaix venne assegnato l'appellativo di "Manchester francese". A causa del ricco patrimonio industriale e architettonico ereditato da quel periodo, Roubaix ha ottenuto il riconoscimento di Città dell'Arte e della Storia dal Ministero della Cultura francese nel 13 dicembre 2000.
È nota a livello internazionale per essere il traguardo della celebre corsa ciclistica Parigi-Roubaix.

## Geografia fisica
Contigua alla cittadina di Tourcoing, Roubaix fa parte dell'agglomerazione urbana di Lilla, al confine col Belgio, che comprende fra i centri maggiori anche Villeneuve-d'Ascq.

## Società
La popolazione della città è tra le più variegate della regione, sia dal punto di vista culturale che etnico. Gli abitanti di Roubaix si chiamano in francese Roubaisiens e in piccardo Roubégnos.

### Evoluzione demografica
Fino alla fine del periodo della storia moderna, Roubaix si è evoluto nel borgo di mercato provinciale con un censimento di fine 1716 di 4 715 abitanti. Entro la fine del XVIII secolo, ha cominciato ad emergere come un centro di produzione tessile su scala regionale e la sua popolazione ha contato 8 091 abitanti nel 1800.
Come risultato del processo di industrializzazione dal XIX secolo, la popolazione di Roubaix è cresciuta, per motivi derivanti sia dall'esodo rurale sia dall'immigrazione e dal sviluppo urbano, e ha raggiunto un picco di 124 661 abitanti alla soglia del XX secolo, da cui è progressivamente diminuita nei decenni successivi.

Abitanti censiti

## Infrastrutture e trasporti

### Strade
La principale via d'accesso alla città è l'autostrada A22 che attraversa la parte settentrionale dell'area metropolitana di Lilla.

### Ferrovie
Roubaix è servita da una propria stazione ferroviaria posta lungo la linea Fives-Mouscron che unisce Lilla al Belgio.

## Sport
Nel suo velodromo si conclude la classica di ciclismo Parigi-Roubaix, una delle corse in linea più famose del mondo.

## Amministrazione

### Cantoni
Fino alla riforma del 2014, il territorio comunale della città di Roubaix era suddiviso in quattro cantoni:
- Cantone di Roubaix-Centre
- Cantone di Roubaix-Est
- Cantone di Roubaix-Nord
- Cantone di Roubaix-Ovest

A seguito della riforma approvata con decreto del 17 febbraio 2014, che ha avuto attuazione dopo le elezioni dipartimentali del 2015, l territorio comunale della città di Roubaix è stato suddiviso in due cantoni
- Cantone di Roubaix-1: comprende parte della città di Roubaix
- Cantone di Roubaix-2: comprende parte della città di Roubaix e i comuni di Leers e Wattrelos.

### Gemellaggi
Roubaix ha relazioni con diversi comuni grazie accordi di gemellaggio e cooperazione in nove diversi paesi:
- Bradford, dal 1969
- Mönchengladbach, dal 1969
- Verviers, dal 1969
- Skopje, dal 1973
- Prato, dal 1981[6]
- Sosnowiec, dal 1993
- Covilhã, dal 2000
- Bouira, dal 2003
- Qabatiya, dal 2012
- São Luís, dal 2019[7]